# Caproni Ca.22
Le Caproni Ca.22 était un monoplan monomoteur à aile haute type parasol construit par la société italienne Aeronautica Caproni en 1913. 

## Histoire
Développé à l'initiative de Giovanni Battista « Gianni » Caproni, il a été construit en un seul exemplaire à des fins de recherche pour étudier les caractéristiques d'un avion équipé d'une aile à angle d'attaque variable.
En effet, l'aile était en trois parties et était articulée à l'avant sur le longeron avant qui servait d'axe de rotation à l'aile. La variation de l'incidence de l'aile était commandée par un volant qui actionnait un tube hélicoïdal qui agissait sur le mât arrière. 
De plus, avec un système de tirants, les plans arrière de l'empennage étaient contrôlés afin de compenser les variations de pression exercées sur la voilure tout en maintenant l'équilibre longitudinal de l'avion optimal.
L'avion en 1913 a remporté divers records du monde d'altitude et de vitesse ascensionnelle.
Le 30 juin 1915, les pilotes de la 15e escadrille de reconnaissance et de combat récupèrent le Caproni 2 Parasol - la désignation militaire du Ca.24 - de 100 ch à Vizzola Ticino, pour les transférer à l'aérodrome de Pordenone mais après des accidents du nouvel avion, dont l'un causant la mort d'un pilote en raison de la panne d'une aile, l'escadron est dissous le 15 septembre 1915.

## Variantes
Les avions suivants, les Ca.23 et Ca.24, tous deux construits en 1914, se distinguaient par une aile à incidence fixe et deux moteurs différents. 
- Le Ca.23 : Il était équipé d'un moteur Fiat de 100 ch à hélice bipale.
- Le Ca.24 : Identique mais, motorisé par un Gnome de 100 ch. Cet appareil est le seul de la série entré en production.
- Le Ca.25 : Prototype similaire au Ca.22 mais motorisé par un Anzani 6 cylindres à pistons radiaux refroidi par air de 30 kW (40 ch). Ses qualités de vol très modestes firent qu'un seul exemplaire de l'avion a été acheté par l'armée et a été utilisé pour des vols d'essai.